# 알렉세이 보로비요프
알렉세이 블라디미로비치 보로비요프(러시아어: Алексей Владимирович Воробьёв, 1988년 1월 19일 ~ )는 러시아의 가수이자 배우이다. 국제 무대에서 영어로 일하게 되면서 러시아어 성의 원 의미를 영어로 직역한 형태를 채택하여 활동명으로 앨릭스 스패로(영어: Alex Sparrow)를 쓰고 있다.